# 帕特里克·绍尔姆
帕特里克·绍尔姆（捷克語：Patrik Šorm，1993年11月21日—），捷克男子田径运动员，2015年欧洲室内田径锦标赛男子4×400米接力铜牌得主、2017年欧洲室内田径锦标赛男子4×400米接力铜牌得主、2021年欧洲室内田径锦标赛男子4×400米接力银牌得主、2023年世界田径锦标赛混合4×400米接力铜牌得主。